# Кейл (Арканзас)
Кейл (англ. Cale) — місто (англ. town) в США, в окрузі Невада штату Арканзас. Населення — 73 особи (2020).

## Географія
Кейл розташований за координатами 33°37′41″ пн. ш. 93°14′9″ зх. д. / 33.62806° пн. ш. 93.23583° зх. д. (33.628143, -93.235816).  За даними Бюро перепису населення США в 2010 році місто мало площу 2,77 км², з яких 2,52 км² — суходіл та 0,25 км² — водойми.

## Демографія
Згідно з переписом 2010 року, у місті мешкало 79 осіб у 32 домогосподарствах у складі 23 родин. Густота населення становила 29 осіб/км².  Було 51 помешкання (18/км²). 
Расовий склад населення:
| - 94,9 % — білих - 5,1 % — чорних або афроамериканців |

До двох чи більше рас належало 0,0 %. Іспаномовні складали 0,0 % від усіх жителів.
За віковим діапазоном населення розподілялося таким чином: 19,0 % — особи молодші 18 років, 59,5 % — особи у віці 18—64 років, 21,5 % — особи у віці 65 років та старші. Медіана віку мешканця становила 46,5 року. На 100 осіб жіночої статі у місті припадало 102,6 чоловіків;  на 100 жінок у віці від 18 років та старших — 120,7 чоловіків також старших 18 років.
Середній дохід на одне домашнє господарство  становив 35 602 долари США (медіана — 27 813), а середній дохід на одну сім'ю — 48 068 доларів (медіана — 54 250). За межею бідності перебувало 21,2 % осіб, у тому числі 0,0 % дітей у віці до 18 років та 33,3 % осіб у віці 65 років та старших.
Цивільне працевлаштоване населення становило 39 осіб. Основні галузі зайнятості: сільське господарство, лісництво, риболовля — 41,0 %, науковці, спеціалісти, менеджери — 15,4 %, виробництво — 12,8 %, будівництво — 10,3 %.